# 민속국악원

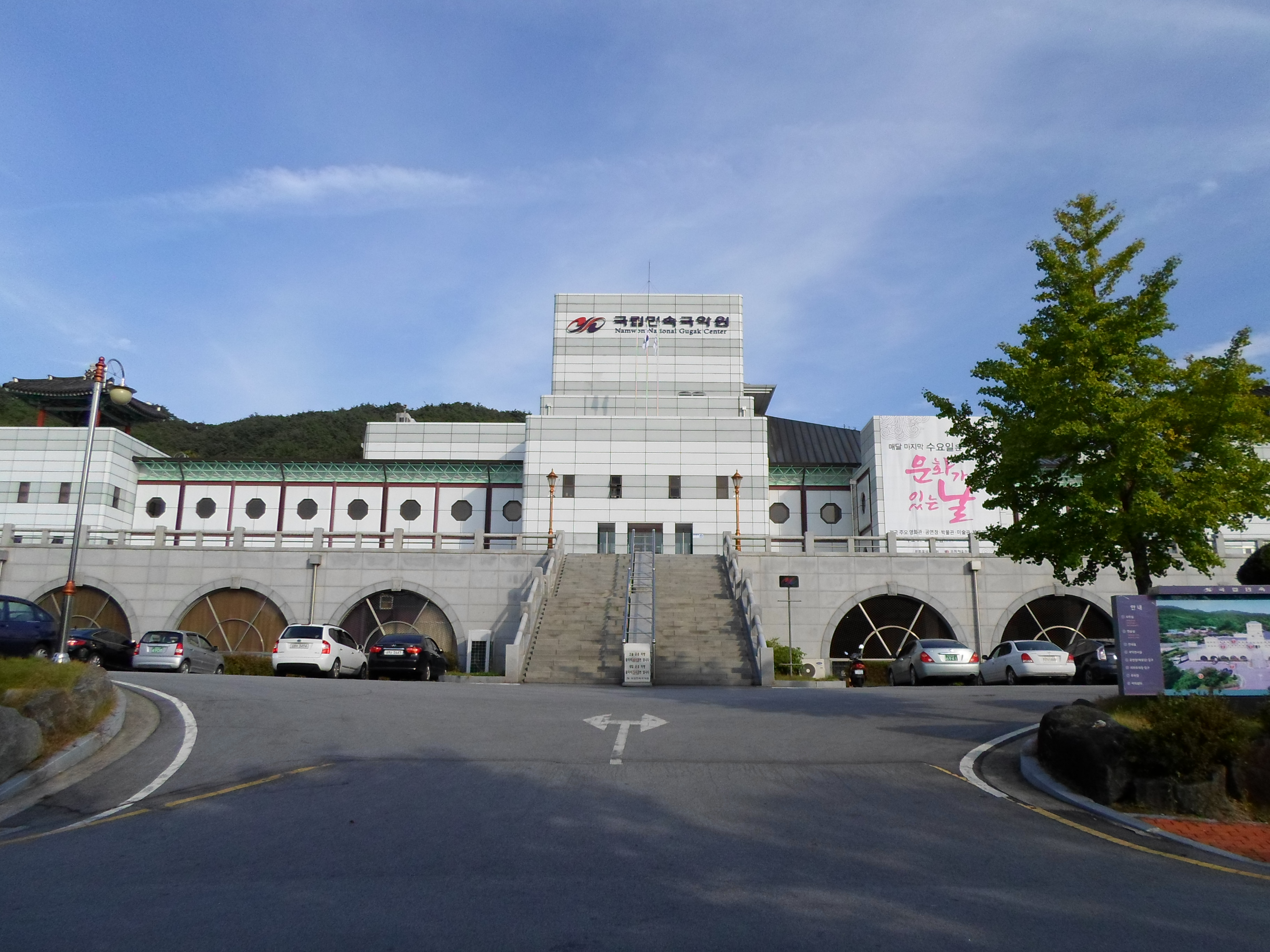
민속국악원

민속국악원(民俗國樂院)은 국립국악원의 소속기관이다. 1991년 12월 27일 발족하였으며, 전북특별자치도 남원시 양림길 54에 위치하고 있다. 원장은 학예연구관으로 보하되, 임기제공무원으로 보할 수 있다.

## 연혁
- 1991년 12월 17일: 민속국악원 설치.
- 1992년 3월 20일: 민속국악원 개원. 초대 박재윤 원장 취임.
- 1997년 5월 30일: 남원시 어현동에 신청사 개관.
- 1997년 7월 23일: 제2대 곽영효 원장 취임.
- 2001년 6월 1일: 남원국악방송(FM 95.9MHz) 개국.
- 2007년 1월 3일: 제3대 이재형 원장 취임.
- 2009년 5월 4일: 제4대 이영우 원장 취임.
- 2010년 11월 8일: 제5대 정상열 원장 취임.
- 2014년 12월 5일: 제6대 박호성 원장 취임.
- 2018년 5월 28일: 제7대 왕기석 원장 취임.
- 2023년 7월 25일: 제8대 김중현 원장 취임

## 조직

### 원장
- 행정지원과[1]
- 장악과[2]

## 주요 시설
- 예원당
- 국악전시관
- 민속악자료실

## 같이 보기
- 대한민국 문화체육관광부
- 국립국악원